# 千のナイフ
『千のナイフ』（せんのナイフ、Thousand Knives）は、1978年10月25日に日本コロムビアから発売された坂本龍一の1作目のオリジナルアルバム及び楽曲。タイトルはベルギーの詩人アンリ・ミショーがメスカリン体験を記述した書物『みじめな奇蹟』冒頭の一節より。

## 制作
担当ディレクターによるとレコーディングは、日本コロムビアの第4スタジオで延べ339時間を費やした。当時の坂本は、昼間にスタジオ・ミュージシャンをこなし、夜12時から朝までこのアルバムを作成。何か月もかかったが、寝なくても平気だったと回想している。
コンピュータ・オペレーターは松武秀樹が担当。その他ギターで渡辺香津美、カスタネットで山下達郎が参加。初回プレスはわずか500枚だった。売上は200枚で、残りの200枚は返品された。16分音符の「ハネ方」を数学的に計算した痕跡が残っている。

## プロモーション
本作発売に伴い、1978年10月25・26日に東京・六本木のピットインで「千のナイフ発売記念ライヴ」が開催された。

## パッケージ、アートワーク
初発売時のレコード帯には、以下のキャッチコピーが記載されていた。
ジャケット写真のスタイリストは後に坂本と共にYMOのメンバーとなる高橋幸宏が担当。長髪にヒゲにTシャツという、ファッションとは無縁な風貌だった坂本に、ジョルジオ・アルマーニのジャケットにリーバイス501ジーンズというスタイリングで、坂本に対し周囲が持っていたイメージを一変させた。

### ライナーノーツ
ライナーノーツは、坂本のほか、林光、細野晴臣が寄稿。細野は自らのコンセプト「イエローマジック」に絡めた文を掲載している。

## 収録曲
- 全作曲：坂本龍一

### Side A
1. 千のナイフ THOUSAND KNIVES  –  （9分34秒）
坂本のヴォコーダー（KORG VC-10）による毛沢東の詩（1965年に毛沢東が井崗山を訪問したときに作成した「水調歌頭　重上井岡山」）の朗読で幕を開け、印象的な響きの和音が平行移動するイントロへとつながる。イントロ後の速いパッセージ部分のメロディーの音色は大正琴のシミュレート。坂本はレゲエや賛美歌、ハービー・ハンコックの「Speak Like A Child」にインスパイアされたと発言している。ギターソロは渡辺香津美。
後にYMOもライブで演奏しており、1981年発表のYMOのアルバム『BGM』にてセルフカバー。
坂本のコンサートツアー『トリオ・ワールド・ツアー・1996』では、ピアノ三重奏のアレンジで演奏された。
2002年にリリースされた『US』では冒頭の詩の朗読とフェードアウト部分がカットされている。2005年9月28日リリース『/05』ではピアノ連弾にアレンジされたヴァージョンが収録されている。
2. ISLAND OF WOODS  –  （9分50秒）
浜口茂外也によるブラジルのバードホイッスルによる鳥の声や、アナログシンセで模された森の具体音等が曲の全般を支配している。中間部では心臓の鼓動、犬の鳴き声をシミュレートして表現。最後は波の音で終わる。
3. GRASSHOPPERS  –  （5分16秒）
高橋悠治とのピアノデュオ[7]。6拍子の印象的なメロディー部と3拍子の即興演奏部からなる。

### Side B
1. 新日本電子的民謡 DAS NEUE JAPANISCHE ELEKTRONISCHE VOLKSLIED  –  （8分05秒）
その名のとおり、坂本流民謡を目指し作られたが、後に「あの曲は民謡でもなんでもない。完全な西洋音楽」なる趣旨の坂本自身の発言がある。初期YMOのライヴで演奏された。
山下達郎がカスタネットで参加している。当時、坂本はスタジオ・ミュージシャンとして山下の作品やライブに数多く関わっており、親交があったため、山下はこのアルバムの制作過程をほぼ毎日のように見学している中で「カスタネットでも…」と依頼されたもので、正式なオファーを受けてのものではない。
2. PLASTIC BAMBOO  –  （6分31秒）
16分音符のウラにアクセントがある、クネクネした独特なメロディーが特徴。初期YMOのライヴで演奏された。
3. THE END OF ASIA  –  （6分21秒）
曲名は“アジアの終焉”ではなく、“アジアの果て”を意味する[注釈 1]。コーダは文革期に事実上の中国国歌だった「東方紅」が参照されている。
ギターソロは渡辺香津美。
後にYMOのライヴにおける主要なレパートリーのひとつとなり、YMOのアルバム『増殖』でセルフカバー。

### Chronological Collection 1978-1981 (Columbia Years)
※コロムビア時代のアルバムを集めた『Chronological Collection 1978-1981 (Columbia Years)』では、曲順がLP版のA面とB面が入れ替わった形に変更されている。
1. DAS NEUE JAPANISCHE ELEKTRONISCHE VOLKSLIED
2. PLASTIC BAMBOO
3. THE END OF ASIA
4. THOUSAND KNIVES
5. ISLAND OF WOODS
6. GRASSHOPPERS

### クレジット
| - Produced, Composed, Orchestrated and Performed by - Ryuichi Sakamoto |
| |
| - Moog III-C with Roland MC-8 Micro Composer / Poly Moog / Mini Moog / Micro Moog / - Obertheim Eight Voice Polyphonic with Digital Programmer / ARP Odyssey / - KORG PS-3100 Polyphonic / KORG VC-10 Vocorder / KORG SQ-10 Analog Sequencer / - Syn-Drums / Acoustic Piano / Marimba: - Ryuichi Sakamoto |
| |
| - Special Credits - Computer Operation / Synthesizer Programming - Assistance: Hideki Matsutake |
| |
| Castanets: Tatsuro Yamashita |
| |
| - Recorded Date: 1978.4/10-7/27 - Nippon Columbia 1,2,4 Studio |
| |
| Recording Engineer: Toshihiko Takahashi |
| Mixed by Toshihiko Takahashi, Ryuichi Sakamoto |

## リリース一覧
| #  | 発売日         | リリース                                                                             | 規格 | 規格品番    | 備考                                                                          |
| -- | -------------- | ------------------------------------------------------------------------------------ | ---- | ----------- | ----------------------------------------------------------------------------- |
| 1  | 1978年10月25日 | Better Days / Columbia                                                               | LP   | YX-7586-ND  |                                                                               |
| 2  | 1980年6月25日  | Better Days / Columbia                                                               | CT   | CTK-7004-ND |                                                                               |
| 3  | 1984年4月      | DENON / Columbia                                                                     | CD   | 35C38-7137  | 初CD化                                                                        |
| 4  | 1988年5月21日  | Better Days / Columbia                                                               | CD   | 28CY-2366   | 品番改定によるリイシュー盤                                                    |
| 5  | 1990年         | DENON / Columbia                                                                     | CD   | DC-8571     | 品番改定によるリイシュー盤                                                    |
| 6  | 1991年10月21日 | Columbia                                                                             | CD   | COCA-9206   | 品番改定によるリイシュー盤                                                    |
| 7  | 1993年5月21日  | Better Days / Columbia                                                               | CD   | COCA-10818  | 品番改定によるリイシュー盤                                                    |
| 8  | 1994年11月21日 | Better Days / Columbia                                                               | CD   | COCA-12152  | 「CD文庫1500」シリーズの一枚。                                                |
| 9  | 2005年4月20日  | Jroom Jazz / Columbia Music Entertainment                                            | CD   | COCB-53330  | 「BetterDays レプリカ・コレクション」シリーズの一枚。リマスタリング音源使用。 |
| 10 | 2016年1月20日  | Better Days / Columbia                                                               | SACD | COGQ-87     | 坂本龍一監修、オノ・セイゲンによるリマスタリング音源使用。紙ジャケット仕様。  |
| LP | COJY-9300      | 坂本龍一監修、オノ・セイゲンによるリマスタリングおよびEQ、180g重量盤。完全限定生産。 |      |             |                                                                               |